# Publio Vitellio il Giovane
Publio Vitellio, il Giovane (Nuceria Alfaterna, I secolo a.C.? – 32), è stato un politico romano.

## Vita
Publio Vitellio è stato un comandante romano sotto Germanico, del quale era amico. Originario probabilmente di Nuceria Alfaterna, era il figlio di Publio Vitellio il Vecchio, cavaliere di Augusto e apparteneva alla gens Vitellia. Il futuro imperatore Vitellio era suo nipote, in quanto figlio di suo fratello Lucio Vitellio il Vecchio.
Altri suoi fratelli furono Aulo Vitellio, consul suffectus nel luglio del 32 e Quinto Vitellio, allontanato dal senato durante la "pulizia" di senatori operata da Tiberio
Nel 15 Publio ha accompagnato Germanico nella sua seconda campagna in Germania. Durante il ritiro Germanico gli affidò il comando della II legione Augusta e della XIV legione Gemina. Il viaggio di ritorno fu disastroso, e molti militari delle due unità annegarono in un fiume. 
Un anno più tardi, mentre Germanico si stava preparando per la sua terza e più grande spedizione in Germania, inviò Vitellio e Gaio Antio in Gallia per riscuotere le tasse necessarie per il finanziamento dell'impresa.
Dopo la morte sospetta di Germanico nel 19, Vitellio fu tra i persecutori di Gneo Calpurnio Pisone. Gneo fu infine condannato per omicidio di Germanico. Nell'occasione Tacito lodò l'eloquenza che Publio Vitellio mise in mostra durante il processo.
Vitellio fu in seguito tra i sostenitori di Seiano. Nel 31, al momento dell'esecuzione di Seiano in seguito all'accusa di alto tradimento, Vitellio fu incriminato per complicità, essendo stato prefetto del tesoro sotto di lui. Publio Vitellio e un suo fratello furono messi agli arresti domiciliari. Publio si taglio le vene con un temperino. A questo punto c'è disaccordo tra gli storici: Tacito scrive che Publio morì; Svetonio ritiene che Publio sia sopravvissuto al tentativo di suicidio, per poi morire poco dopo a causa di una malattia.
Vitellio sposò Acuzia che successivamente fu condannata per lesa maestà.